# George Aspull
George Aspull (Manchester, Juny de 1813 – Leamington, 19 d'agost de 1832) fou un pianista anglès.
Des de la infància meravellà els seus mestres per la brillantor i delicadesa de la seva execució, tant interpretant les obres del seu temps, com les fugues de Scarlatti i Bach, malgrat que de la seva mà no arribava a l'octava. Aspull era el novè de deu fills de Thomas Aspull, un comerciant que havia fracassat en els negocis i que es va guanyar la vida fent classes de música i tocant el violí. George va començar a aprendre el piano sota la instrucció del seu pare, l'1 de febrer de 1821, tots dos van tocar i cantar en un concert. El febrer de l'any següent Kalkbrenner, després d'haver sentit actuar George a Liverpool, va aconsellar al seu pare que el portés a Londres, i l'abril ja treballava amb Muzio Clementi.
Rossini digué d'Aspull que era «la criatura més extraordinària d'Europa». Morí tísic quan amb prou feines tenia dinou anys, deixant escrites moltes obres que es publicaren amb el seu retrat, amb el títol d'Obres pòstumes d'Aspull.